# 日本とボリビアの関係
日本とボリビアの関係（スペイン語: Relaciones Bolivia-Japón、英語: Bolivia–Japan relations）では、日本とボリビアとの関係について記述する。1914年4月13日、通商条約の締結により外交関係樹立。1942年、ボリビアが第二次世界大戦に参戦し外交関係が途絶したが、1952年12月20日に外交関係が再開され、以後、良好な友好協力関係にある。

## 歴史

### 第二次世界大戦まで
日本とのボリビアの関係は1899年、日本からのペルー移民第一陣の内91人が、天然ゴム採取やゴム工場労働者としてラパス県のサンアントニオに転住したことに始まる。1914年4月13日には、通商条約の締結により外交関係樹立。1900年代以降、天然ゴム景気に引かれ、多数の日本人がアマゾン川上流地域のベニ県、パンド県に移住し、1918年には、ボリビア国内の日本人移民の総数は800人強 となり、そのうち約700人がベニ県のリベラルタ周辺に居住していたともいわれている。だが、第一次世界大戦終了時になると、東南アジアでゴム栽培が始められたことから、ゴムブームは終わりを迎え、ゴム景気にひかれてリベラルタへ集まってきていた日本人もラパス、トリニダなどに転住するものや、ボリビアから出ていくものもいた。その影響で、1923年には日本人は250人程にまで減った。残った日本人たちは、現地の人と結婚して商業活動等に従事する一方で、各地に日本人会を設立し、1932年～1935年に発生したチャコ戦争時には率先して政府に献金するなどして、ボリビアにおける地歩固めに貢献した。
1941年、太平洋戦争が勃発するとボリビアはアメリカの圧力により、翌年4月6日に宣戦布告し外交関係が途絶。アメリカの同盟国であったボリビアはラパスに定住していた29名の日本人をアメリカ国内に連行することもあったが、国内では積極的な反日政策をとらなかったため、日系住民の生活にほとんど影響を与えることはなかった。

### 第二次世界大戦後

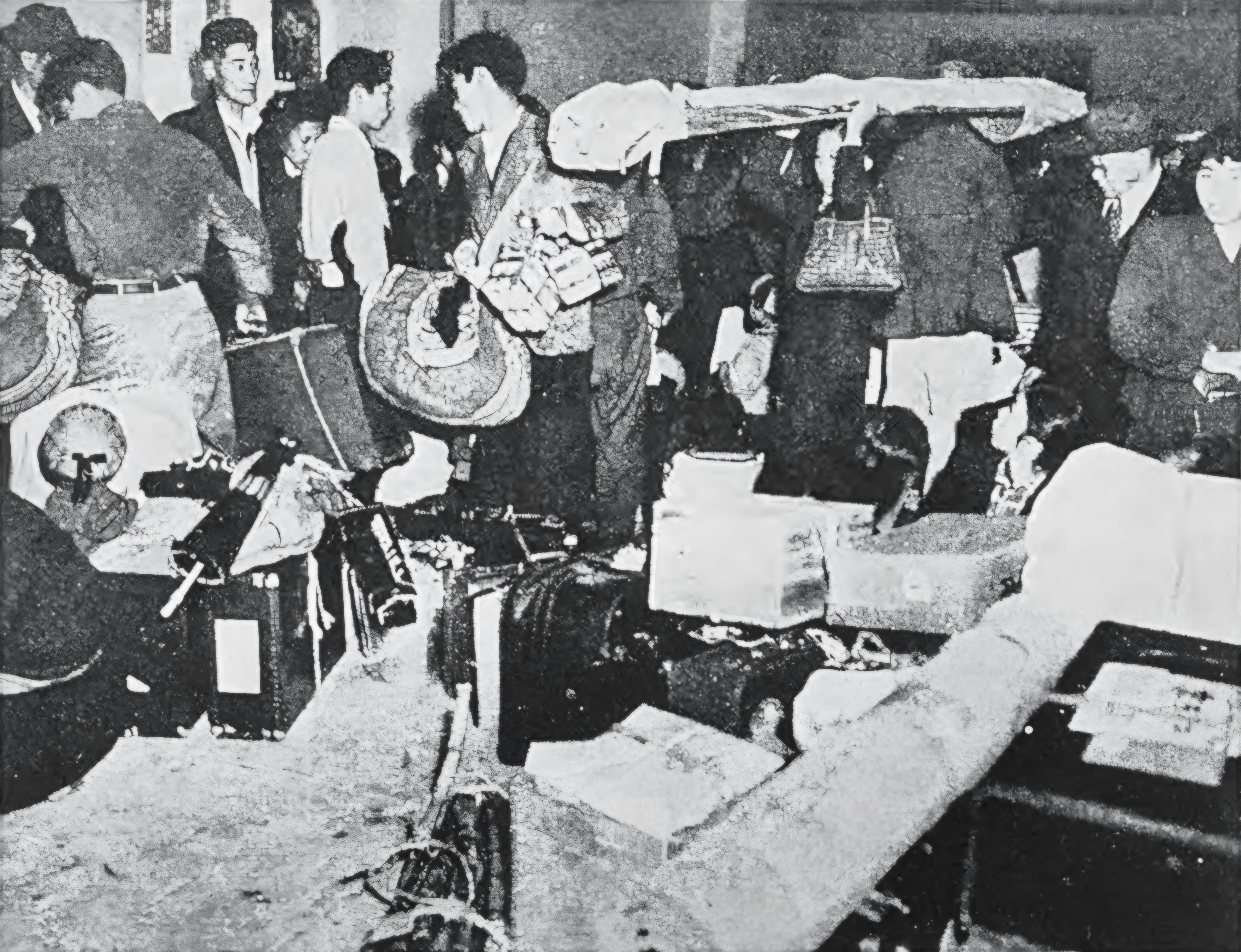
米国領沖縄からボリビアへ渡った日系移民一世（1956年）

1952年12月20日、外交関係が再開され、1956年には移住協定が締結。当時ボリビアでは、急進的な社会・経済改革が進められており（ボリビア革命）、それまでほとんど開発されていなかった東部のサンタクルス地方でも農地改革が実施され、集団移住者に無償で土地が分譲された。その影響で、日本各地から人々が農業移民でボリビアに渡ることとなり、オキナワ移住地とサンフアン移住地の二つの集団移住地が建設された。熱帯雨林を切り開き農地開拓の困難を経て入植地を発展させ、現在の日系ボリビア人コミュニティを作った。その後1970年代の実質的な移民の終了まで、ボリビアへの移住者は総数で約6,600人とされている。
2014年、外交関係樹立100周年にあたり、石原宏高外務大臣政務官出席の下記念式典が実施された他、多くの記念文化事業を実施。また、2019年には日本人ボリビア移住120周年を迎えた。
近年（2021年）、多くのボリビア人が日本で暮らしており、6000人を超える在日ボリビア人がいる。

## 二国間関係
日本とボリビアは移住協定(1956)、青年海外協力隊派遣取極(1977)、技術協力協定(1978)、外交・公用査証免除措置(2019)を結んでいる。日本とボリビアの強固な人的絆（日系ボリビア人と在日ボリビア人の存在）を踏まえ、日本はボリビアの社会経済開発に資する協力を行っている。

## 公式訪問
日本の皇族、および首相によるボリビア訪問
- 皇族清子内親王 (1995, 1999)
- 皇族常陸宮同妃夫妻 (2009)
- 皇族眞子内親王 (2019)

ボリビアの大統領による日本訪問
- 大統領ハイメ・パス・サモラ (1990, 1991)
- 大統領サンチェス・デ・ロサダ (1996)
- 大統領カルロス・メサ・ヒスベルト (2005)
- 大統領エボ・モラレス (2007, 2010)

## 外交使節

### 駐日ボリビア大使・公使

#### 駐日ボリビア大使
- アルマンド・ヨシダ・バーカ（日系二世、1972年～、信任状捧呈は6月27日[6]）
- アーノルド・オフマン＝バング・ソレト（ホフマン、1989年以前[7]～1989年[8]）
- ゴンサロ・モンテネグロ・イリゴージェン[9]（1990～1993年[10]、信任状捧呈は3月14日[11]）
- ？？？？（1994～1997年、信任状捧呈は9月14日[12]）
- エウドーロ・ガリンド・アンセ（1997～2002年、信任状捧呈は12月19日[13]）
- （臨時代理大使）パトリシア・イネス・サンヒーネス・アルバレス（2002～2004年）
- ホアキン・ラファエル・ダブドゥブ・アルバレス（2004～2006年、信任状捧呈は9月3日[14]）
- （臨時代理大使）アナ・マリーア・パチェコ・メルカード（2006～2007年）
- マサカツ・ハイメ・アシミネ・オオシロ（日系二世、2007～2009年[15]、信任状捧呈は4月25日[16]）
- （臨時代理大使）カルロス・ミグヤン・ヒロンダ・テジェス（2009～2011年）
- ルイス・マサハル・ヒガ・トミタ（日系二世、2011～2013年、信任状捧呈は4月15日[17]）
- （臨時代理大使）カルロス・ミグヤン・ヒロンダ・テジェス（2013～2014年）
- エリック・ミッチェル・サアベドラ・メンディサバル（2014～2016年、信任状捧呈は10月17日[18]）
- （臨時代理大使）ヒメナ・テレサ・ナシフ・ロアイサ（2016年）
- （臨時代理大使）アンヘラ・カリン・アイリョン・キスベルト（2016～2019年）
- （臨時代理大使）ホセ・ジャスマニー・バスケス・アルネス（2019～2020年）
- （臨時代理大使）イサベル・ダレンツ・クルトレラ・コンセヘラ（2020～2021年）
- （臨時代理大使）ナターリア・フェルナンダ・サラサール・バルデラマ（2021年～[19]）